# Stadion am Halberg
Das Stadion am Halberg ist ein Fußballstadion in Taunusstein im Ortsteil Wehen. Es dient hauptsächlich dem Fußballverein SV Wehen Wiesbaden als Trainingsstätte bzw. dessen Jugendmannschaften als Spielstätte. Das Stadion, in dem der SV Wehen-Taunusstein bis zur Saison 2006/07 seine Regionalliga-Heimspiele austrug, hat eine Kapazität von 5000 Zuschauern.

## Geschichte
An diesem Standort auf dem Halberg oberhalb des Orts wurde 1927, direkt nach Gründung des SV Wehen, ein Sportplatz gebaut. Das Stadion hat heute 4800 Steh- (davon 3000 überdacht) und 200 Sitzplätze.
Bis Oktober 2006 war geplant, bei einem Aufstieg des SV Wehen in die Zweite Bundesliga ein neues Stadion auf dem Halberg zu bauen. Der DFB hätte für die bisherige Spielstätte in keinem Fall eine Lizenz für die 2. Liga erteilt, auch nicht für eine kommende eingleisige 3. Liga ab 2008. In Anbetracht der infrastrukturellen Situation, insbesondere der schwierigen Anfahrtsverhältnisse, entschied man sich gegen einen Aus- oder Neubau in Wehen und für einen Umzug in das nahegelegene Wiesbaden. Dort wurde die Brita-Arena erbaut, die im Oktober 2007 eröffnet wurde. Nach dem Umzug der Profi-Mannschaft in die Landeshauptstadt wurde das Stadion am Halberg noch bis 2015 für Heimspiele der zweiten Mannschaft des SVWW genutzt. Zudem finden dort Heimspiele der Junioren-Mannschaften statt.
Bei der Fußball-Europameisterschaft 2024 bezog die Ukrainische Nationalmannschaft ihr Quartier am Halberg.